# 青藏高原 (歌曲)
《青藏高原》，张千一词曲，创作于1994年，原为纪念青藏公路通车40周年电视连续剧《天路》的主题歌，由李娜原唱。此歌曲由于调门高、跳跃幅度大，一直被视为挑战高音的必修课，从而被诸多华语乐坛歌手翻唱，并多次作为各类歌唱比赛的选手曲目。

## 版权保护
2011年，张千一、乔羽、谷建芬等13位中国著名词曲作家联合发表声明，要求自2011年1月5日起，所有非公益性（即盈利）、商业性演唱活动涉及以上作者作品的，必须征得相关作者的书面授权许可并支付相应报酬，如擅自使用将被追究相关人员或单位的法律责任。

## 歌曲轶事
- 作者张千一在创作该曲时，不曾到过西藏，而是凭借对青藏高原的想象进行创作。[3]1995年，张千一在为电视剧《孔繁森》创作主题歌《走进西藏》时才首次前往西藏。[4]